# Servia
Servia (in greco Σέρβια?) è un ex comune della Grecia nella periferia della Macedonia occidentale di 3.290 abitanti secondo i dati del censimento 2001.
È stato soppresso a seguito della riforma amministrativa, detta Programma Callicrate, in vigore dal gennaio 2011 ed è ora compreso nel comune di Velventos-Servia.